# Little Rock Rangers
Little Rock Rangers Soccer Club é uma agremiação esportiva da cidade de Little Rock, Arkansas.  Atualmente disputa a National Premier Soccer League, além de possuir um time feminino na Women's Premier Soccer League.

## História
O Little Rock Rangers é uma agremiação esportiva e organização sem fins lucrativos que tem como objetivo o desenvolvimento do futebol na região central do Arkansas. O clube se juntou a NPSL em 2015 e fez sua estreia em 2016.

## Estatísticas

### Participações
|  | Participações em 2019 |

| Competição     | Competição               | Temporadas | Melhor campanha | Estreia | Última | P | R |
| Estados Unidos | Lamar Hunt U.S. Open Cup | 1          | Estreia (2019)  | 2019    | 2019   |   | – |